# Vesce (Počátky)
Vesce (německy Wesetz) je část města Počátky v okrese Pelhřimov. Nachází se 1 km na jih od Počátek, s kterými již téměř srůstá. Prochází zde silnice II/409. V roce 2009 zde bylo evidováno 42 adres. V roce 2001 zde trvale žilo 70 obyvatel. V minulosti byla samostatným statkem s tvrzí. Roku 1399 ji prodal Petr Gewzar Janu mladšímu z Hradce. V roce 1849 se tam narodil Václav Juda Novotný, hudební skladatel.
Vesce leží v katastrálním území Vesce u Počátek o rozloze 2,71 km2.

## Název
Tvar Vesce se vyvinul pravidelným hláskovým vývojem ze staršího Vesca (ženského rodu), zdrobněliny obecného ves. V místní lidové mluvě přešlo jméno vesnice k mužskému rodu (Vesec).

## Další fotografie

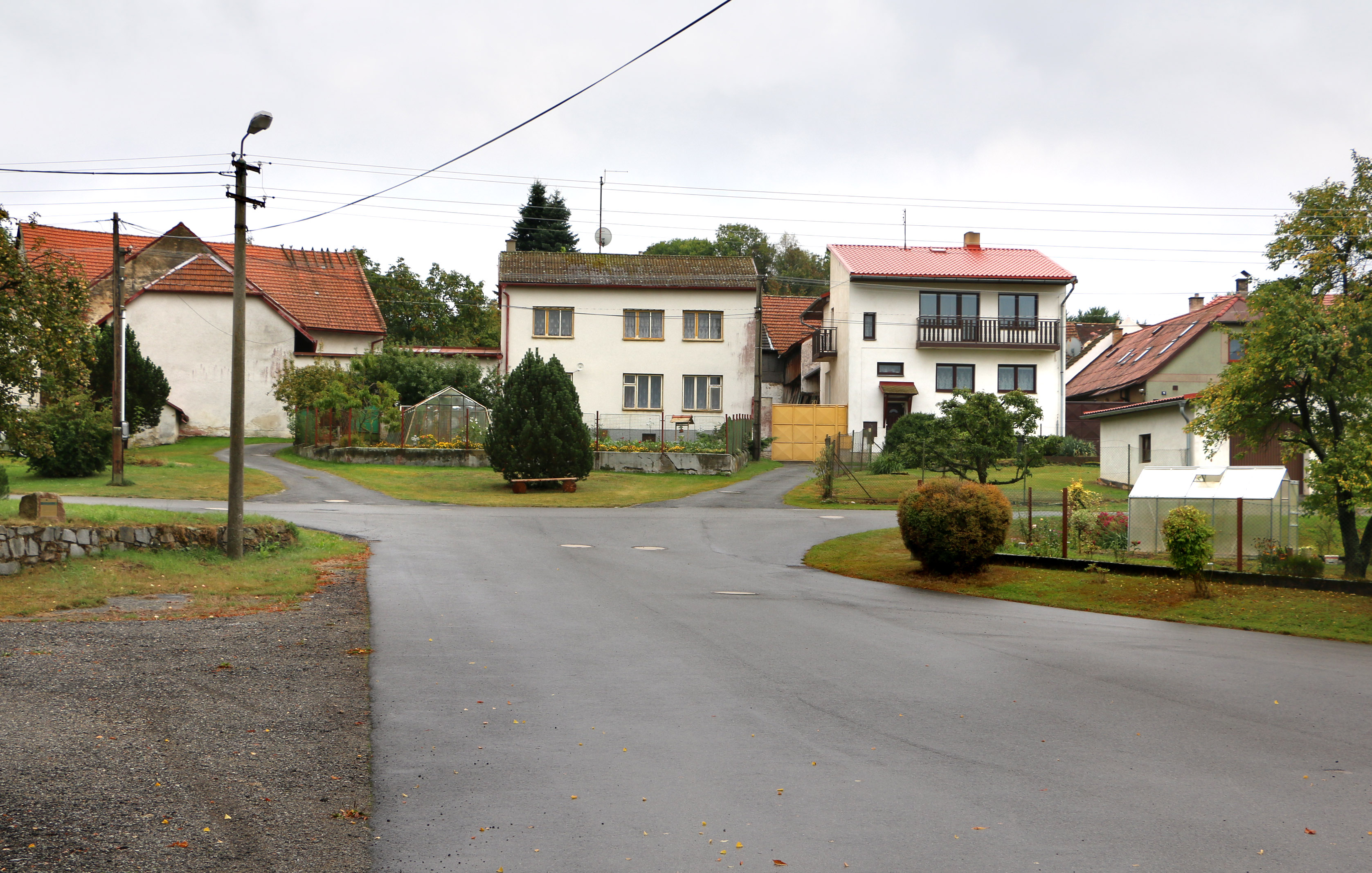
Náves
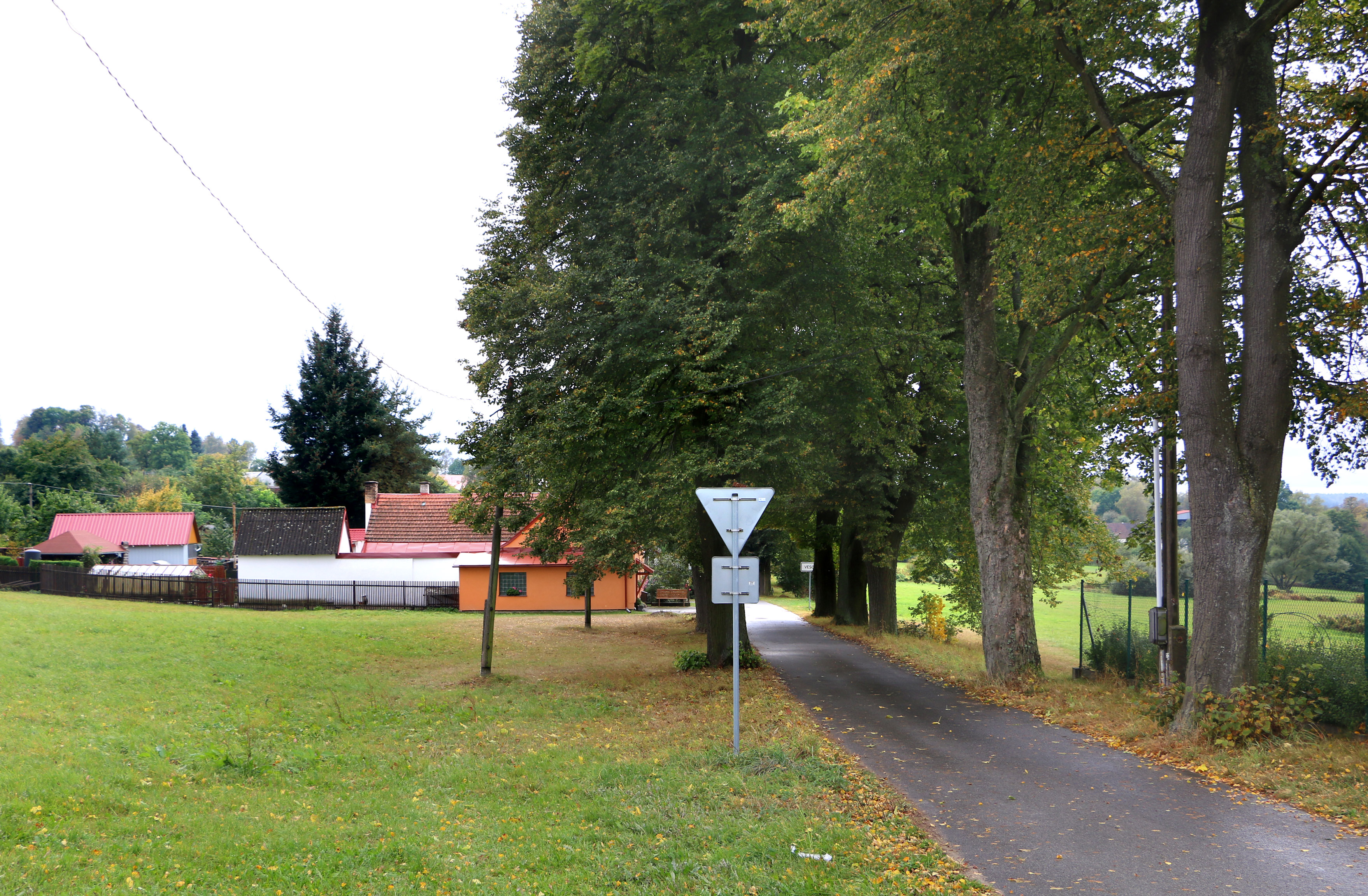
Příjezd od severu
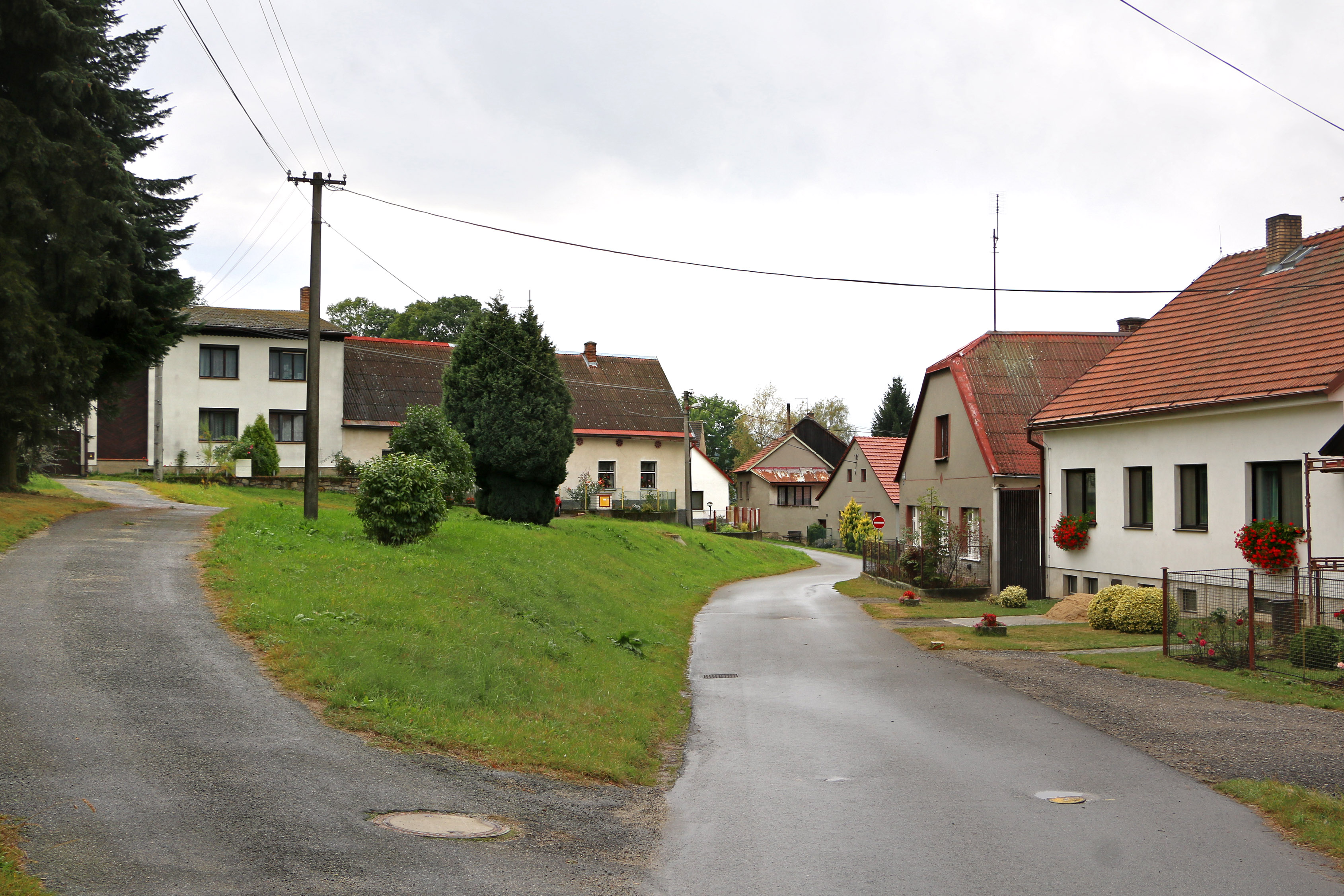
Západní část vesnice